# Pascal Soriot
Pascal Soriot (ur. 23 maja 1959) – francuski przedsiębiorca.
Od października 2012 roku jest obecnym dyrektorem generalnym angielsko-szwedzkiej międzynarodowej firmy farmaceutycznej AstraZeneca.

## Biografia
Soriot urodził się we Francji i studiował weterynarię w École Nationale Vétérinaire d'Alfort. Następnie ukończył studia MBA w HEC Paris. W 1996 roku został dyrektorem generalnym firmy chemicznej Hoechst Marion Roussel w Australii. W 2000 roku został mianowany dyrektorem operacyjnym Aventis USA, firmy farmaceutycznej, która w 2004 roku zmieniła nazwę na Sanofi. W 2006 roku dołączył zawodowo do Roche, pełniąc funkcję dyrektora generalnego jej spółki zależnej Genentech.
W 2012 roku dołączył do AstraZeneca jako dyrektor generalny.
W czasie pandemii COVID-19 w 2020 roku Soriot pełnił funkcję rzecznika firmy w sprawie opracowania potencjalnej szczepionki przeciwko tej chorobie.